# Casa al carrer Major d'Arròs
Casa al carrer Major d'Arròs és una casa del municipi de Vielha e Mijaran (Vall d'Aran) inclosa a l'Inventari del Patrimoni Arquitectònic de Catalunya.

## Descripció
Casa més aviat petita, d'estructura senzilla, i adossada per la banda nord al vessant. La façana és paral·lela a la "capièra", orientada a ponent, i presenta una porta de fàbrica i finestres de fusta que defineixen dues plantes sota una coberta d'encavallades de fusta i llosat de pissarra a dues aigües, amb sengles graons de "penaus" en les bandes més curtes. L'obra de paredat fou travada a les cantonades amb carreus. En el "penalèr" septentrional es desclou un finestral de pedra, ornat amb motllures i amb bases en els brancals segons el gust renaixentista.

## Història
Çò de Doctor, hostal recomanat per Juli Soler (1906).